# Koprywniczna

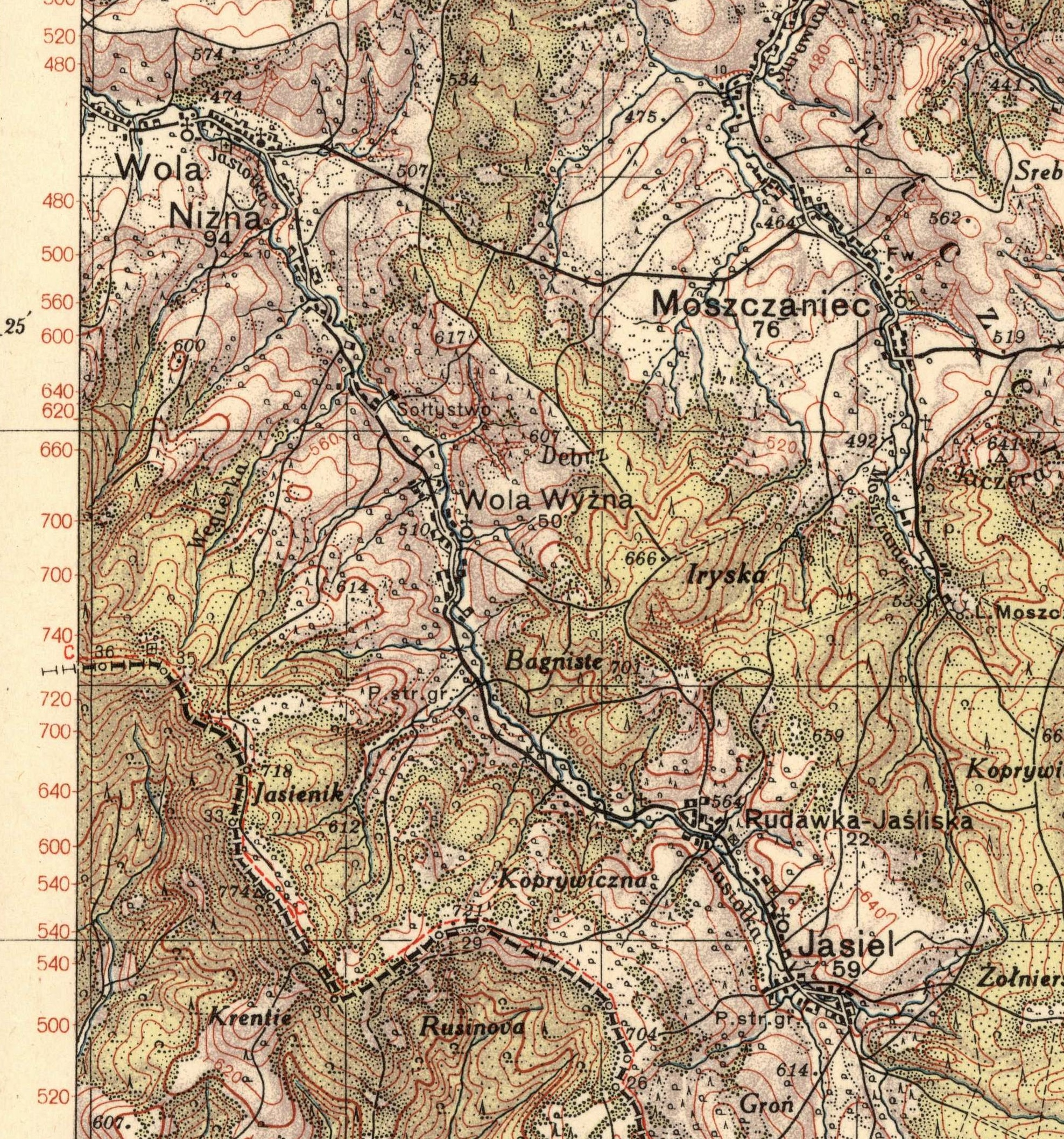
Koprywiczna na mapie Wojskowego Instytutu Geograficznego w skali 1:100 000 z 1938 roku

Koprywniczna (słow. Koprivničná; 715 m n.p.m.) – mało wybitny szczyt w Beskidzie Niskim.
Leży w głównym grzbiecie wododziałowym Karpat Zachodnich, pomiędzy Kanasiówką na wschodzie a Kamieniem nad Jaśliskami na zachodzie. Stoki północne opadają łagodnie ku dolinie źródłowego toku Jasiołki (zlewisko Morze Bałtyckie), zaś stoki południowe – znacznie stromiej ku źródliskom potoku Habura (dopływ Laborca, zlewisko Morza Czarnego).
Grzbiet na tym odcinku jest niski, mocno zrównany i szeroki. W związku z tym oraz trudno przepuszczalnym podłożem jest on w wielu miejscach podmokły, a miejscami pokryty torfowiskami. Bardzo spłaszczona kopuła szczytowa jest zalesiona. Polska część góry leży w granicach Jaśliskiego Parku Krajobrazowego. Od strony wschodniej, prawie po jej szczyt, sięga też granica polskiego Rezerwatu przyrody Źródliska Jasiołki.
Sam szczyt leży w całości w granicach Polski. Ok. 150 m na południe od niego, przez kotę 709 m, biegnie granica państwowa polsko-słowacka.
Na przedwojennych mapach rejon ten był oznaczany jako Koprywiczna, przy czym nazwa odnosiła się głównie do łagodnie opadających ku pn. stoków grzbietu, pokrytych lasami i licznymi łąkami, wykorzystywanymi jako pastwiska. Podobnie lokowały nazwę Koprywiczna powojenne mapy turystyczne Beskidu Niskiego,. Niektóre późniejsze polskie mapy turystyczne stosowały nazwę Kopriwniczna. Na innych współczesnych mapach turystycznych lub w przewodnikach turystycznych nazwa Koprywniczna w ogóle się nie pojawia, natomiast uwidoczniane jest leżące ok. 500 w na zach. od niego wzniesienie Szeroki Jasienik (727 lub 718 m n.p.m.). Nazwy Koprywiczna, Koprywniczna pochodzą od słowa kopriva, koprywa - „pokrzywa” i oznaczają tereny, na których rosło wiele pokrzyw.
Nieco na wsch. od koty 709, po stronie słowackiej, w odległości ok. 30 m od linii granicy, znajduje się kilkanaście ziemnych mogił żołnierzy poległych tu w czasie I wojny światowej zimą 1914/15 lub wiosną 1915 r. Cmentarz ten, przez dziesięciolecia zapomniany, został odnaleziony i odbudowany na początku drugiej dekady bieżącego wieku i jest oznaczony na najnowszych mapach.
Wzdłuż granicy przez kotę 709 m biegnie czerwono  znakowany, graniczny słowacki szlak turystyczny z Przełęczy Dukielskiej na Przełęcz Łupkowską. Przy drogowskazie turystycznym odbijają od niego słowackie znaki  zielone do Habury. Równolegle do czerwonych znaków słowackich biegnie niebiesko  znakowany polski szlak z Czeremchy do Jasiela.